# Pan de higo
El pan de higo (en portugués: morgado de figo, queijo de figo; en catalán: pa de figa) es una masa dulce semidura a base de higos, almendras y varios condimentos, que se prepara en las áreas mediterráneas de España y Portugal. Tiene un color oscuro y conservado adecuadamente puede alcanzar una larga vida útil.
Se trata de una receta campesina, tal vez de origen árabe, que se caracteriza principalmente por cumplir dos funciones: por un lado permite la conservación duradera de los excedentes de higos que hayan podido producirse en un año dado y por otro lado constituye un alimento energético muy útil a la hora de realizar las duras labores del campesinado.

## En Portugal

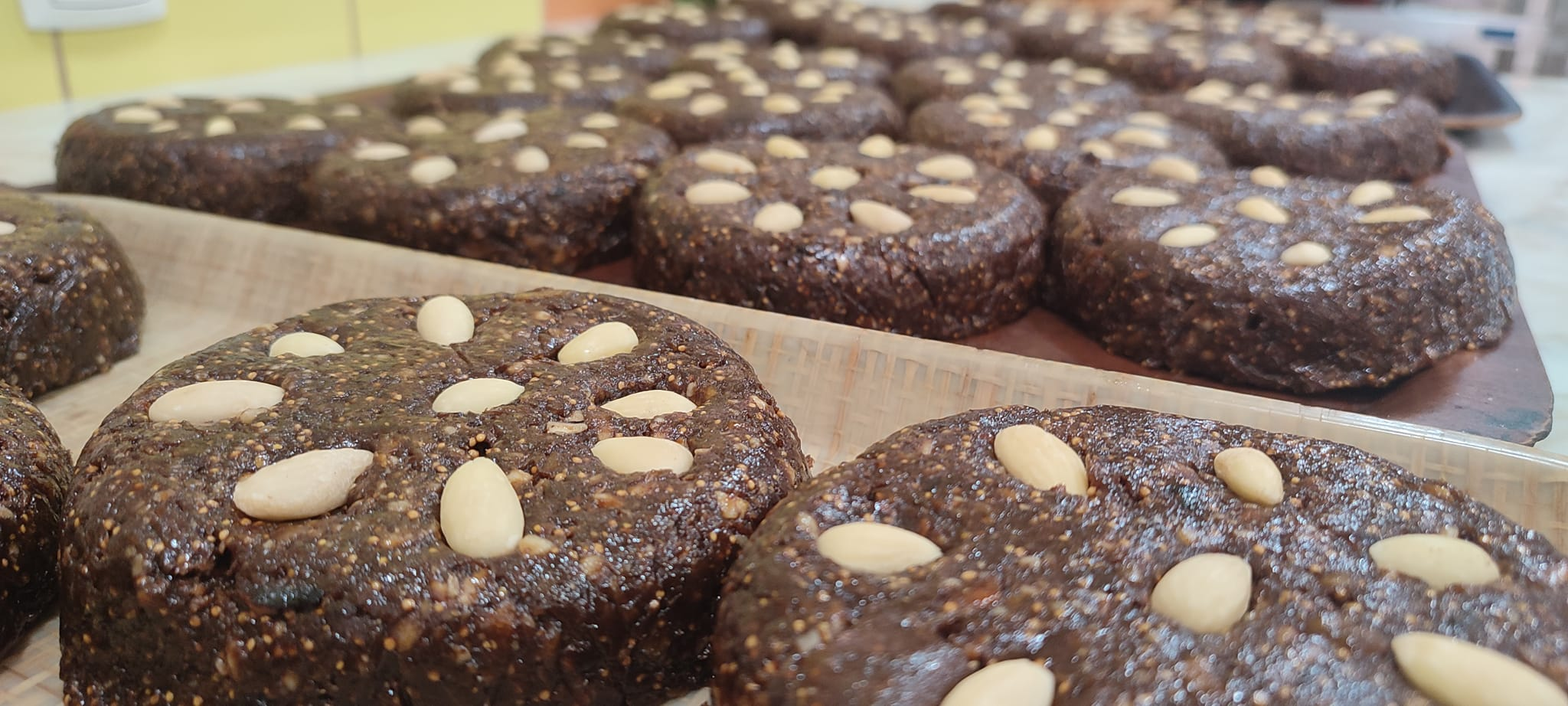
Queijo de figo en Portimão

El higo (Ficus carica), fruta prima de la cocina mediterránea, se asocia popularmente a la sureña región del Algarve, y se puede encontrar en otros platos de la zona, como los figos cheios de Olhão. En cambio, la almendra era antiguamente un producto caro, que denotaba estatus social. Por su delicadeza y exquisitez, es llamado morgado (‘mayorazgo’, la herencia que por derecho reciben los primogénitos de la nobleza), y se reserva para celebraciones y fechas señaladas, como el 1 de mayo. Tiene su origen en las regiones montañosas algarvíes. También es conocido como queijo de figo ya que a la masa se le suele dar una forma redonda similar a un queso curado.

## En España
En España, la cosecha de higos suele tener lugar entre finales de verano y principios de otoño (agosto, septiembre y octubre), dependiendo del clima y la variedad de la higuera. Eso sin tener en cuenta la primera cosecha o recolección temprana (de las «brevas»), que producen algunas higueras a finales de junio y principios de julio. El pan de higo es una manera de conservar los higos desde el verano hasta el invierno. Por ello es considerado un producto típico de las fiestas de Navidad y el Año Nuevo, aunque se puede encontrar todo el año. 
Son famosos los panes de higo de la provincia de Málaga (Andalucía), los de la región de La Vera en Cáceres (Extremadura), y los de la región de Murcia, pero también los de la ciudad de Fraga, en la provincia de Huesca (Aragón). En la provincia de Málaga es particularmente célebre el pan de higo de la localidad de Coín, donde se prepara a base de higos secos, almendras, canela, clavo y anís.

## Preparación
A pesar de denominarse como «pan», este no contiene ni harina ni trigo. Se elabora a base de higos secos formando estos al final una pasta compacta y densa. También se le pueden añadir otros ingredientes, como frutos secos o fruta escarchada.
Una forma moderna de hacer el morgado consiste en asar los higos y por separado tostar las almendras, y ambos se trituran. Se hace un almíbar a base de azúcar al cual se añaden diferentes condimentos según la receta, a menudo canela, ralladura de limón, semillas de hinojo o cacao en polvo. Se agregan las almendras y pasado un tiempo de cocción, se añaden los higos, removiendo constantemente. La masa resultante se vierte sobre una tabla cubierta de azúcar en polvo, donde se deja enfriar. Después, los pasteles se moldean de diferentes formas, tradicionalmente una forma de queso curado, o también con forma de barco, pescado, pájaro, etc.
En el Algarve, la receta tradicional difiere en que los higos y almendras rebanados en rodajas se ponían en un molde por capas, todo ello rociado generosamente con brandy de madroño. Luego, el molde era prensado y almacenado por unos meses hasta formar una masa fermentada convertida en torta dulce semidura.
En Cataluña, los higos se secan y se dejan macerar en moscatel (vino dulce) y anís, y otros condimentos igualmente comunes son el comino, la matalahúva, la canela o el clavo de olor. En las Baleares, se macera en aguardiente aromatizado con anís, hinojo y varias hierbas mediterráneas, todo ello prensado en un molde. Tras ello, el pan de higos se vuelve a secar, tradicionalmente bajo el sol, y actualmente en horno. Finalmente, se envuelve en hojas frescas de higuera, se ata con un cordel y se cuelga en un lugar oscuro y seco.
Variantes incluyen avellanas, orejones, dátiles o pasas.